# 賽買克汗
賽買克汗（1660年—1737年），哈薩克汗國中玉茲可汗。
他的父親是頭克汗，在他死後繼位，當時汗國被準噶爾入侵，內部分裂，所以他只能管治中玉茲西部（東部有另一個可汗巴拉克）。外交上他與阿布勒海爾一起抵抗準噶爾（同時一起宣誓效忠俄國）。
1731年12月25日，俄羅斯大使A.A.特夫凱列夫、小玉茲的阿布勒希海爾汗和博根巴伊·巴特爾派人前往賽買克的中玉茲，提議他接受成為俄羅斯國民。這一提議得到了賽買克汗的接納，賽買克汗於1732年7月宣誓效忠俄羅斯皇后安娜 (俄羅斯女皇)。